# 比利·赫曼
威廉·詹寧斯·布萊恩·赫曼（英語：William Jennings Bryan Herman，1909年7月7日—1992年9月5日），為美國職棒大聯盟的二壘手。其職業生涯以防守能力見長，他當時創下許多國聯二壘手的紀錄，至今仍未被打破。

## 早年
赫曼生於1909年，他的名字是取自於美國首位民粹主義總統候選人威廉·詹寧斯·布萊恩。而赫曼長大後在當地就讀高中。

## 職業生涯
1931年，赫曼登上大聯盟。不過他在生涯第一個打席面對紅人投手Si Johnson時，他將球擊中本壘板並反彈敲到他的頭，使得他在初登板就因傷退場。1932年，他的打擊率為3成14，並有102分得分。1931年至1937年間，他有6次單季打擊率超過3成。

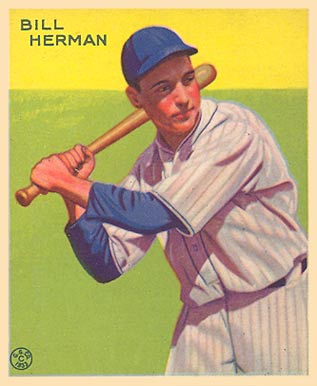
1933年的赫曼球員卡

1940年，赫曼的打擊率稍微下滑至2成92。而小熊也在隔年將他交易至道奇，而他在1943年又打出一個漂亮的球季。單季打擊率3成30，上壘率3成98，100分打點。
1944年與1945年，赫曼因為服兵役而暫離大聯盟。1946年季中，他被交易至波士頓勇士。他在勇士隊出賽75場比賽，打擊率3成06。
1946年9月30日，勇士將赫曼與三名不起眼的球員(Stan Wentzel、Elmer Singleton與Whitey Wietelmann)交易至海盜，換來鮑伯·艾略特與Hank Camelli。加入海盜隊的赫曼也被任命為新教頭，不過他帶隊一年，球隊卻吞下92敗排名國聯第七名。反觀鮑伯·艾略特在1947年拿下國聯MVP。
赫曼生涯出賽1922場比賽，打擊率為3成04，2345支安打，47轟與839分打點。他在1932年、1935年、1938年與1941年都打過世界大賽，不過他卻沒有拿下過一次冠軍。後來他在道奇隊擔任教練才於1955年拿下世界大賽冠軍。1936年4月14日，他在這年開幕戰創下單場5支安打的表現，至今仍是大聯盟開幕戰紀錄。

## 退休之後

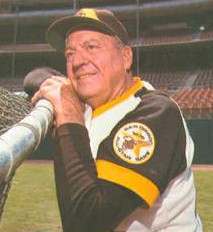
1978年的赫曼

1968年，赫曼搬至佛羅里達州的棕櫚灘花園居住。他於1975年入選名人堂，1992年因為癌症去世。

## 個人生活
赫曼的孫女Cheri Herman，為前印第安納州州長米奇·丹尼爾斯的妻子。

## 外部連結
- 球員資訊和成績在MLB，ESPN，Baseball-Reference，Fangraphs（英文）